# Stühlingen
Stühlingen è un comune tedesco di 5 527 abitanti,, situato nel land del Baden-Württemberg.